# العلاقات السودانية السويسرية
العلاقات السودانية السويسرية هي العلاقات الثنائية التي تجمع بين السودان وسويسرا.

## مقارنة بين البلدين
هذه مقارنة عامة ومرجعية للدولتين:
| وجه المقارنة                                              | السودان                     | سويسرا                                                                                      |
| --------------------------------------------------------- | --------------------------- | ------------------------------------------------------------------------------------------- |
| المساحة (كم2)                                             | 1.89 مليون                  | 41.28 ألف                                                                                   |
| عدد السكان (نسمة)                                         | 40.53 مليون                 | 8.21 مليون                                                                                  |
| الكثافة السكانية (ن./كم²)                                 | 21.44                       | 198.89                                                                                      |
| العاصمة                                                   | الخرطوم                     | برن                                                                                         |
| اللغة الرسمية                                             | اللغة العربية، لغة إنجليزية | اللغة الألمانية، اللغة الإيطالية، لغة فرنسية، اللغة الرومانشية، الألمانية السويسرية الموحدة |
| العملة                                                    | جنيه سوداني                 | فرنك سويسري                                                                                 |
| الناتج المحلي الإجمالي (بليون دولار)                      | 117.49 مليار                | 678.89 مليار                                                                                |
| الناتج المحلي الإجمالي (تعادل القوة الشرائية) بليون دولار | 176.55 مليار                | 518.07 مليار                                                                                |
| الناتج المحلي الإجمالي الاسمي للفرد دولار أمريكي          | 2.41 ألف                    | 80.94 ألف                                                                                   |
| الناتج المحلي الإجمالي للفرد دولار أمريكي                 | 4.07 ألف                    | 59.54 ألف                                                                                   |
| مؤشر التنمية البشرية                                      | 0.479                       | 0.930                                                                                       |
| رمز المكالمات الدولي                                      | +249                        | +41                                                                                         |
| رمز الإنترنت                                              | سودان                       | .ch، .swiss ‏                                                                                |
| المنطقة الزمنية                                           | ت ع م+03:00، ت ع م+02:00    | توقيت وسط أوروبا، ت ع م+01:00، ت ع م+02:00، أوروبا/زيورخ ‏                                   |

## منظمات دولية مشتركة
يشترك البلدان في عضوية مجموعة من المنظمات الدولية، منها:
| علم المنظمة | اسم المنظمة                               | تاريخ انضمام السودان | تاريخ انضمام سويسرا |
| ----------- | ----------------------------------------- | -------------------- | ------------------- |
|             | مؤسسة التمويل الدولية                     | 21 أكتوبر 1960       | 29 مايو 1992        |
|             | منظمة حظر الأسلحة الكيميائية              | ?                    | ?                   |
|             | يونسكو                                    | 26 نوفمبر 1956       | 28 يناير 1949       |
|             | البنك الإفريقي للتنمية                    | ?                    | ?                   |
|             | الاتحاد الدولي للاتصالات                  | 23 أكتوبر 1957       | 1866                |
|             | الأمم المتحدة                             | 12 نوفمبر 1956       | 10 سبتمبر 2002      |
|             | منظمة الشرطة الجنائية الدولية             | ?                    | ?                   |
|             | البنك الدولي للإنشاء والتعمير             | 5 سبتمبر 1957        | 29 مايو 1992        |
|             | الاتحاد البريدي العالمي                   | ?                    | ?                   |
|             | مؤسسة التنمية الدولية                     | 24 سبتمبر 1960       | 29 مايو 1992        |
|             | الفريق المعني برصد الأرض                  | ?                    | ?                   |
|             | المركز الدولي لتسوية المنازعات الاستشارية | 9 مايو 1973          | 14 يونيو 1968       |
|             | وكالة ضمان الاستثمار متعدد الأطراف        | 7 نوفمبر 1991        | 12 أبريل 1988       |

## وصلات خارجية
- موقع وزارة الخارجية السودانية
- موقع وزارة الخارجية السويسرية